# Saint-Germain-de-Prinçay
Saint-Germain-de-Prinçay è un comune francese di 1 518 abitanti situato nel dipartimento della Vandea nella regione dei Paesi della Loira.

## Società

### Evoluzione demografica
Abitanti censiti